# Achaearanea digitus
Achaearanea digitus là một loài nhện trong họ Theridiidae.
Loài này thuộc chi Achaearanea. Achaearanea digitus được miêu tả năm 2006 bởi Buckup & Marques.